# Fingerhut-Verpel
|  | Dieser Artikel wurde aufgrund von formalen oder inhaltlichen Mängeln in der Qualitätssicherung Biologie im Abschnitt „Mykologie“ zur Verbesserung eingetragen. Dies geschieht, um die Qualität der Biologie-Artikel auf ein akzeptables Niveau zu bringen. Bitte hilf mit, diesen Artikel zu verbessern! Artikel, die nicht signifikant verbessert werden, können gegebenenfalls gelöscht werden. Lies dazu auch die näheren Informationen in den Mindestanforderungen an Biologie-Artikel. Begründung: Mikroskopische Merkmale sowie Angaben zur Artabgrenzung und Verbreitung fehlen, der Abschnitt Ökologie hat Ausbaupotenzial. --Ak ccm (Diskussion) 10:31, 16. Feb. 2014 (CET) |

Die Fingerhut- oder Glocken-Verpel (Verpa conica) ist eine Pilzart aus der Familie der Morchelverwandten.

## Merkmale

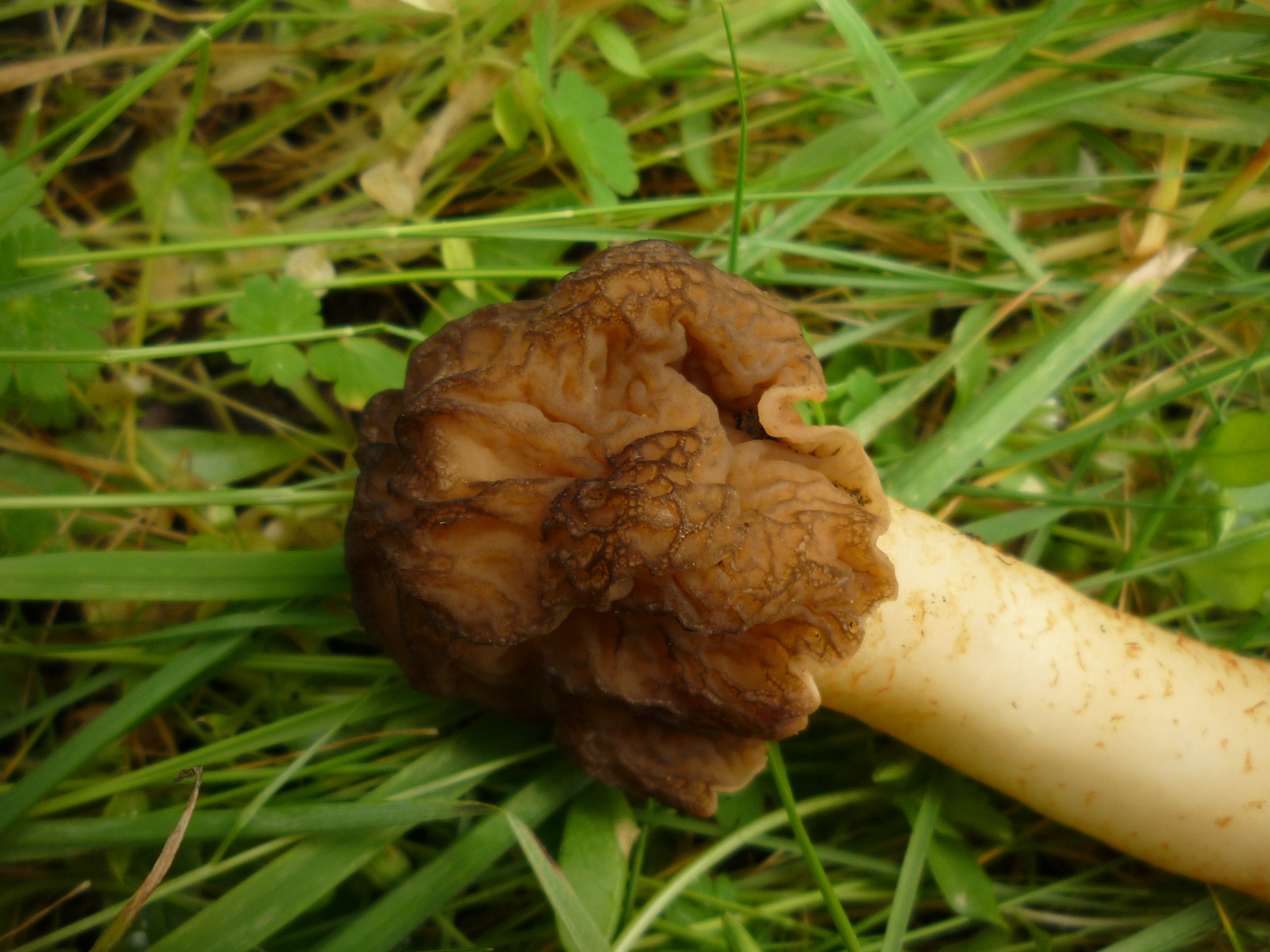
Die Fingerhut-Verpel zeigt bisweilen auch eine schwach runzelige Hutoberfläche.

Die aus Hut und Stiel bestehenden Fruchtkörper (Apothecien) der Fingerhut-Verpel werden bis 12 Zentimeter hoch. Der Hut wird 1–4 Zentimeter hoch und 2–3 Zentimeter breit, er ist jung eiförmig und wird im Alter fingerhut- bis glockenförmig, er ist nur im oberen Abschnitt mit dem Stiel verwachsen und oben abgerundet. Seine Oberfläche honig- bis rotbraun gefärbt und glatt oder nur schwach gerunzelt, die Unterseite ist ockerlich getönt. Der hohle Stiel ist glatt bis leicht wellig, weiß bis ockerlich gefärbt und durch dunkle Schüppchen schwach horizontal gebändert.

## Ökologie
Die Fingerhut-Verpel ist ein Bodensaprobiont, sie wächst in Fluss- und Bachauen, in Hecken, auf Wiesen und an Waldrändern, sie bevorzugt Kalkböden. Die Fruchtkörper erscheinen in Mitteleuropa von April bis Mai. Die Art ist selten.

## Bedeutung
Die Fingerhut-Verpel ist essbar, aber als Seltenheit unbedingt zu schonen. In der Schweiz zählt sie zu den geschützten Pilzarten.